# Iglesia de Santa María (Aguilafuente)
La iglesia de Santa María es un templo de culto católico ubicado en el municipio de Aguilafuente, en la provincia de Segovia (España). Está situada en la plaza mayor y es la única parroquia del municipio desde el cierre al culto de la iglesia de San Juan en 1842.
Fue construida en el siglo XII en estilo mudéjar, aunque las diversas reformas sufridas a lo largo de los siglos, hace que muestre una mezcla que incluye el gótico en las portadas y el barroco en el interior, mientras que de su primitiva fábrica se conserva en el ábside central y la torre.

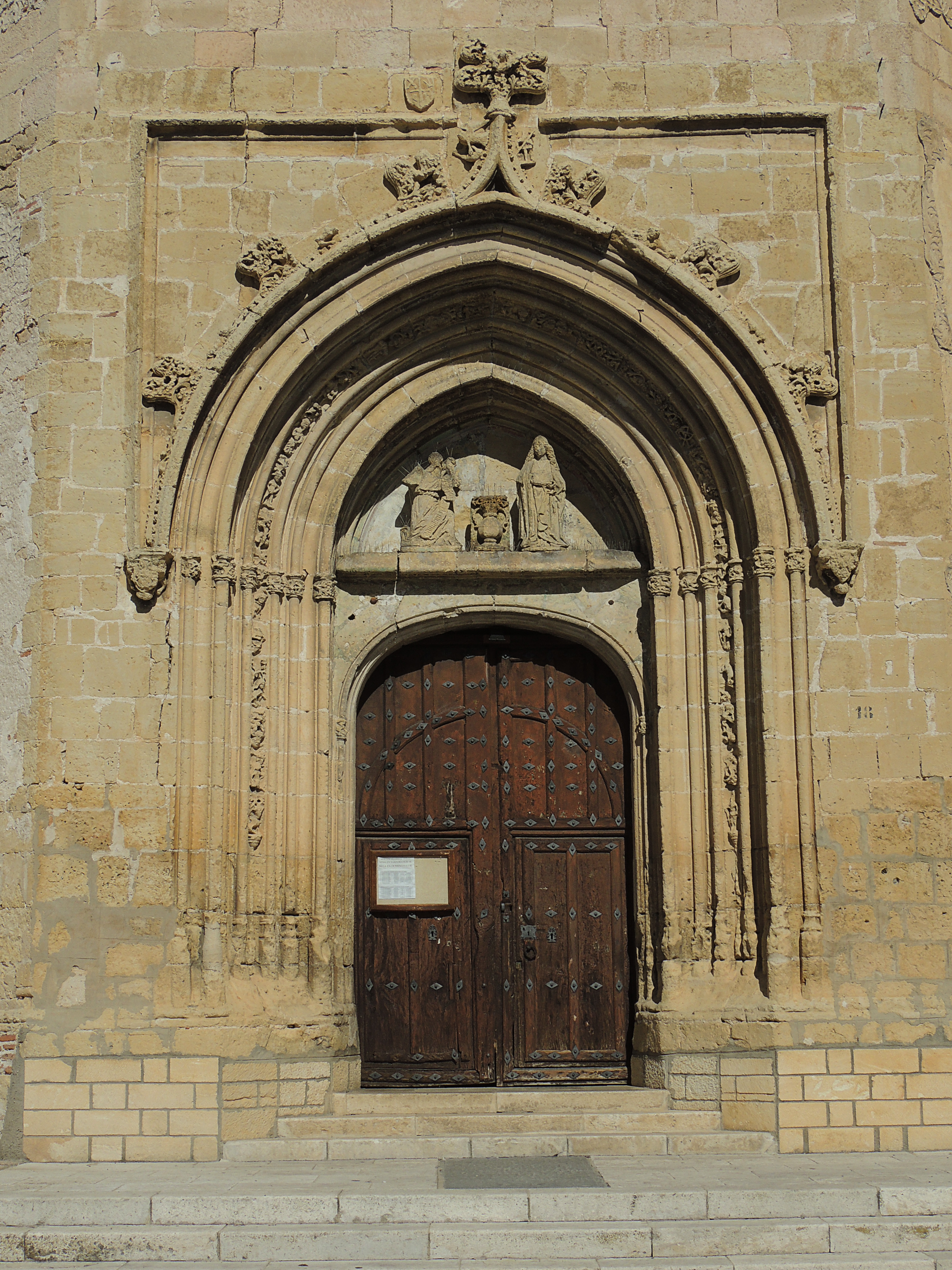
Portada de la iglesia

Es conocida por haber celebrado en ella Juan Arias Dávila, obispo de Segovia un sínodo diocesano en 1472, cuyas constituciones conforman el Sinodal de Aguilafuente, considerado el primer libro impreso en España.